# Cruiser Mk II
Cruiser Mk II (službeno eng. Cruiser Tank Mark II) je bio britanski brzi tenk projektiran između dva svjetska rata. Njegov razvoj je tekao usporedno s razvojem tenka Cruiser Mk I, kao njegova teža inačica s ulogom pješadijskog tenka.
Isto kao i Cruiser Mk I, i ovaj je tenk projektirao Sir John Carden 1934. kao teža i bolje oklopljena inačica prvog tenka. U srpnju 1938. je bio spreman za ulazak u serijsku proizvodnju, ali se smatralo da pješadijski tenk mora imati deblji oklop (Matilda I je imala maks. 60 mm, a Matilda II 78 mm oklopa), zbog čega je klasificiran kao teški brzi tenk. Cruiser Mk II je koristio isti motor i suspenziju kao i njegov prethodnik, ali je zbog veće mase bio sporiji. U operativnu uporabu je ušao 1940. godine. Do rujna 1940. je ukupno napravljeno 175 ovih tenkova.
Tenk je bio korišten tijekom 1940. godine u Francuskoj, a do 1941. i u sjevernoj Africi. Kao i svoj prethodnik Cruiser Mk I bio je prespor i pretankog oklopa za borbu protiv njemačkih tenkova.

## Vanjske poveznice

### Zajednički poslužitelj
|  | Zajednički poslužitelj ima još gradiva o temi Cruiser Mk II |